# Krater Aorounga
Krater Aorounga – liczący ok. 12,6 km średnicy krater uderzeniowy, znajdujący się na północny wschód od miejscowości Faya (region Borku, północny Czad), w sąsiedztwie wulkanu Emi Kussi.

## Charakterystyka

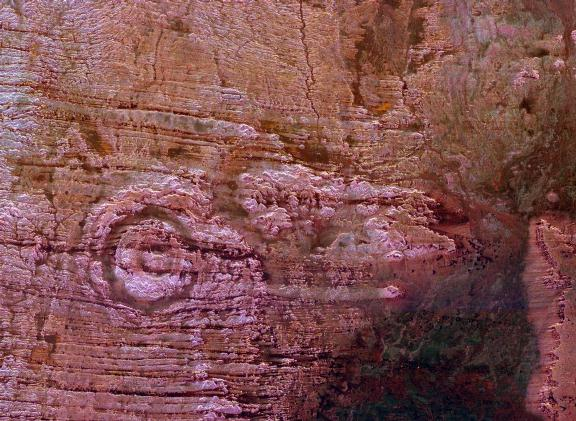
Krater Aorounga i sąsiednie, przypuszczalne kratery (w centrum zdjęcia i na prawo)

Krater jest odsłonięty na powierzchni ziemi. Utworzył go upadek małej planetoidy, która uderzyła w skały osadowe. Wiek skał wskazuje, że upadek miał miejsce 345-370 mln lat temu (w dewonie lub karbonie).
W pobliżu krateru Aorounga znajdują się pokryte obecnie piaskiem dwie koliste struktury, rozpoznane w 1994 r. przy pomocy radaru SIR-C wahadłowca kosmicznego. Jeżeli są one także kraterami uderzeniowymi, to prawdopodobnie powstały w wyniku rozpadu jednego obiektu (komety bądź planetoidy) około kilometrowej średnicy na fragmenty, które uderzyły w Ziemię mniej więcej w tym samym czasie.